# Droga I/21 (Czechy)
Droga krajowa 21 (cz.Silnice I/21) – droga krajowa w zachodnich Czechach łącząca Cheb oraz znane uzdrowisko Mariańskie Łaźnie z autostradą D5.